# Radhanpur (Staat)
Radhanpur war ein Fürstenstaat Britisch-Indiens am Kleinen Rann von Kachchh im heutigen Bundesstaat Gujarat. Er wurde 1725 von Nawab Khan Jahan, einem jüngeren Sohn des Nawab Jafarkhanji Babi von Junagadh, gegründet. Seine Hauptstadt war der Ort Radhanpur. Radhanpur war 1813–1947 britisches Protektorat und hatte 1901 eine Fläche von 2979 km² und 62.000 Einwohner. Im Rahmen des „attachement scheme“ gewann man durch den Anschluss einiger Zwergstaaten 1943 2234 km² mit knapp 33.000 Einwohnern (gesamt 100.644) hinzu. Am 10. Juni 1948 erfolgte der Anschluss an Indien und die Eingliederung in den Staat Bombay. Seit 1960 gehört Radhanpur zum Bundesstaat Gujarat.